# Муктікольський сільський округ
Муктіко́льський сільський округ (каз. Мүктікөл ауылдық округі, рос. Муктикольский сельский округ) — адміністративна одиниця у складі Житікаринського району Костанайської області Казахстану. Адміністративний центр — село Муктіколь.
Населення — 470 осіб (2021; 2114 у 2009, 3944 у 1999, 5122 у 1989).
Станом на 1989 рік існували Волгоградська сільська рада (селища Волгоградський, Султан, Чекей), Муктікольська сільська рада (село Муктіколь, селище Кондибай), Прогреська сільська рада (село Тимірязєво, селище Актасти) та Світлоозерна сільська рада (селища Комсомольський, Шункирколь), з 1993 року - Волгоградський сільський округ, Жалтиркольська сільська адміністрація, Муктікольський сільський округ та Прогреський сільський округ. 2008 року була ліквідована Жалтиркольська сільська адміністрація, територія увійшла до складу Муктікольського сільського округу. Села Жалтирколь та Кондибай були ліквідовані 2017 року. Тоді ж був ліквідований Волгоградський сільський округ, територія передана до складу Тимірязєвського сільського округу, Муктікольський сільський округ було перетворено в Муктікольську сільську адміністрацію. 2019 року Тимірязєвський сільський округ був розділений на Волгоградську сільську адміністрацію та Тимірязєвську сільську адміністрацію, які разом з Муктікольською сільською адміністрацією утворили Муктікольський сільський округ. 2023 року ліквідовано село Тимірязєво.

## Склад
До складу округу входять такі населені пункти:
| Населений пункт     | Старі назви    | Населення, осіб (1989) | Населення, осіб (1999) | Населення, осіб (2009) | Населення, осіб (2021) |
| ------------------- | -------------- | ---------------------- | ---------------------- | ---------------------- | ---------------------- |
| Актасти, село       | -              | 119                    | 8                      | -                      | -                      |
| Волгоградське, село | Волгоградський | 1063                   | 957                    | 720                    | 124                    |
| Жалтирколь, село    | Комсомольський | 1109                   | 1009                   | 321                    | -                      |
| Кондибай, село      | -              | 221                    | 178                    | 60                     | -                      |
| Муктіколь, село     | -              | 1236                   | 947                    | 427                    | 209                    |
| Султан, село        | -              | 206                    | 48                     | -                      | -                      |
| Тимірязєво, село    | -              | 1033                   | 797                    | 586                    | 137                    |
| Чекей, селище       | -              | 90                     | -                      | -                      | -                      |
| Шункирколь, селище  | -              | 45                     | -                      | -                      | -                      |